# «Руссо-Балт» Братолюбова — Некрасова (тип II)
«Руссо-Балт» Братолюбова — Некрасова (тип II) (Тип два) — лёгкий пулемётный бронеавтомобиль Вооружённых сил Российской империи. Разработан в 1916 году с использованием шасси модели отечественной фирмы «Руссо-Балт». Проект бронировки был разработан штабс-капитаном Некрасовым при активном участии генерал-лейтенанта Р. А. Дурляхова (Дурляхера) и инженера-изобретателя А. А. Братолюбова. Всего в 1916 году в мастерских Братолюбова было изготовлено 4 бронеавтомобиля, три из которых использовали шасси «Руссо-Балт D», и одна — «Руссо-Балт С 24/40». По результатам испытаний, однако, бронеавтомобили были признаны малопригодными к использованию в войсках в связи с перегруженностью, низкой устойчивостью и малым клиренсом (всего 110 мм). В связи с этим, бронеавтомобили были переданы в Усиленную автомобильную роту в качестве учебных.
Тем не менее, после Октябрьской революции бронеавтомобили, оказавшиеся в распоряжении «красных», эпизодически применялись в ходе Гражданской войны как охранные и боевые машины (в частности, при охране Смольного и в боях с войсками генерала от инфатерии Н. Н. Юденича). В 1920—1921 годах бронеавтомобили были разобраны.